# Адриановский, Фёдор Порфирьевич
Фёдор Порфи́рьевич Адриановский (30 января 1862 — после 1917) — член IV Государственной думы от Пермской губернии, протоиерей.

## Биография
Православный. Сын священника.
По окончании Пермской духовной семинарии в 1884 году священствовал на Серебрянском заводе в Кунгурском уезде. В 1897 году был возведён в сан протоиерея и назначен настоятелем Покрово-Ясыльской церкви Осинского уезда. Регулярно участвовал в работе епархиальных съездов. С 1904 года состоял благочинным 2-го округа Осинского уезда, избирался депутатом епархиальных съездов. Кроме того, был председателем местного церковно-приходского попечительства и Общества трезвости.
В 1912 году был избран членом Государственной думы от Пермской губернии. Входил во фракцию правых, после её раскола в ноябре 1916 года — в группу независимых правых. Состоял членом комиссий: по делам православной церкви, по исполнению государственной росписи доходов и расходов, бюджетной и по запросам.
Судьба после 1917 года неизвестна. Был женат, имел троих детей.